# Murialdo
Murialdo é uma comuna italiana da região da Ligúria, província de Savona, com cerca de 871 habitantes. Estende-se por uma área de 37 km², tendo uma densidade populacional de 24 hab/km². Faz fronteira com Calizzano, Castelnuovo di Ceva (CN), Massimino, Millesimo, Osiglia, Perlo (CN), Priero (CN), Roccavignale.
Também, a designação para o Centro de Saúde Escola Murialdo. Instituição da Secretaria Estadual da Saúde do Rio Grande do Sul. No Brasil, foi pioneiro na formação de Médicos de Família e Comunidade e de Residència Multiprofissional em Saúde (Residência Integrada em Saúde) por Ellis Alindo D'Arrigo Busnello em 1976.

## Demografia
| Variação demográfica do município entre 1861 e 2011                               |
|                                                                                   |
| Fonte: Istituto Nazionale di Statistica (ISTAT) - Elaboração gráfica da Wikipedia |